# 요시다촌 (사가현)
요시다촌(吉田村)은 사가현 후지쓰군에 있던 촌이다. 현재의 우레시노시의 일부에 해당한다.

## 역사
- 1889년 4월 1일 - 정촌제 시행에 의해 후지쓰군 요시다촌이 성립하였다.
- 1955년 2월 11일 - 구 우레시노정과 합병해 새로운 우레시노정이 성립하여 폐지되었다.

## 참고문헌
- 角川日本地名大辞典 41 佐賀県
- 『市町村名変遷辞典』東京堂出版、1990年。